# Atentados terroristas às embaixadas dos Estados Unidos na África de 1998

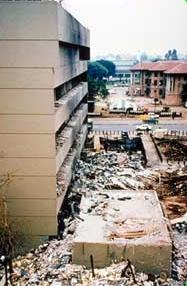
A embaixada de Nairóbi

Os ataques terroristas contra as embaixadas dos Estados Unidos na África ocorreram no dia 7 de agosto de 1998 em Nairóbi, no Quénia, e em Dar es Salã, na Tanzânia. Estes ataques, cujos autores estavam ligados aos membros locais da Jihad Islâmica Egípcia de Ayman al-Zawahiri e ao grupo terrorista Al-Qaeda, levaram a Osama bin Laden, líder do grupo, a ser incluído na lista dos dez fugitivos mais procurados do FBI. 
No ataque à embaixada em Nairóbi, matou pelo menos 213 pessoas, incluindo 12 americanos e feriu 4 000 a 5 500 pessoas. Na sequência da violenta explosão, foram completamente destruídos vários grandes edifícios no centro da cidade e originou o enfraquecimento da economia do Quênia.
Em resposta aos acontecimentos, em 20 de agosto de 1998, foi realizado a Operação Infinite Reach, através de um ataque de mísseis de um cruzador da Marinha dos Estados Unidos a campos de treinamento da Al-Qaeda no Afeganistão e a destruição de uma fábrica farmacêutica no Sudão, na sequência de suspeitas de que a fábrica al-Shifa estava produzindo armas químicas e era controlada pelo terrorista Osama bin Laden 
Juntamente com o ataque terrorista ao World Trade Center, em 1993, o bombardeio das Torres Khobar, na Arábia Saudita, e do ataque ao USS Cole no Iêmen, os ataques a embaixadas norte-americanas na África fazem parte dos ataques anti-EUA de importância que precederam os ataques terroristas de 11 de Setembro de 2001.